# Mars 2020
Pour la sonde spatiale, voir Mars 2020 (mission spatiale).
Mars 2020 est le 3e mois de l'année 2020.

## Climat et environnement
Avec la baisse de la consommation d'énergie par les industries, et la diminution des émissions liées aux transports, provoquées par l'épidémie de covid-19 en Italie, une baisse de la teneur de dioxyde d'azote est également observée en Italie du Nord entre le 7 février et le 8 mars sur le même modèle que ce qui avait été observé en Chine en janvier-février. De plus, à la mi-mars, le même phénomène de diminution de la pollution atmosphérique semblait se répéter dans plusieurs zones de l'Europe. Le 26 mars, l'Agence spatiale européenne (ASE) confirme qu'elle a observé du 14 au 25 mars une diminution de la pollution de l'air, notamment du dioxyde d'azote, en Europe, notamment en Italie, en France et en Espagne, y compris dans des villes d'ordinaire très polluées comme Madrid, Paris ou Rome. La coïncidence de la chute de la pollution et des débuts des confinements dans ces pays indique une corrélation directe. Dans le cas de l'Italie, la chute du tourisme a également fait diminuer la pollution de l'eau provoquée par les bateaux à Venise, et a donc permis d'assainir les canaux et d'y permettre un retour de la faune aquatique. Le 16 avril, l'ASE publie des cartes confirmant une baisse de la teneur de dioxyde d'azote dans les grandes villes d'Europe entre le 13 mars et le 13 avril, dont -47% à Milan, -48% à Madrid, -49% à Rome et -54% à Paris. Le 20 mars, la France connaît une baisse maximale de ses émissions de gaz à effet de serre de -34%.

## Évènements
La pandémie de Covid-19 est toujours en cours, et s'intensifie en Europe, amenant plusieurs pays européens à déclarer le confinement.
- 1er mars :
  - la Turquie lance l'opération Bouclier du printemps contre l'armée syrienne dans la région d'Idlib ;
  - Muhyiddin Yassin devient premier ministre de Malaisie après la démission de Mahathir Mohamad[7] ;
  - élections législatives au Tadjikistan.
- 2 mars :
  - élections législatives en Guyana ;
  - élections législatives en Israël ;
  - l'armée syrienne s'empare une nouvelle fois de la ville de Saraqeb[8], après une brève (4 jours) réoccupation par les rebelles[9].
- 3 mars : 
  - l'armée syrienne restaure une nouvelle fois l'autoroute M5 (qu'elle avait entièrement reprise pour la première fois depuis 2012, le 11 février) dans son intégralité, après une brève (environ une semaine) coupure de celle-ci par les rebelles.
  - en Afghanistan, un attentat à la moto-piégée contre un match de football dans la province de Khost provoque 3 morts et 11 blessés[10] ; l'attentat n'est pas revendiqué, mais la police afghane suspecte les Talibans, ce qui implique la fin de la trêve qui avait cours depuis le 22 février entre eux et les Forces armées afghanes, alors qu'un accord de paix avait été signé le 29 février entre les États-Unis et les Talibans pour permettre le retrait des Américains de la guerre d'Afghanistan[10].
- 6 mars :
  - en Afghanistan, deux djihadistes attaquent avec des armes automatiques, des grenades et des lance-roquettes, un meeting politique et rassemblement commémoratif de la mort d'Abdul Ali Mazari à Kaboul où se trouvaient des hommes politiques afghans importants, dont Abdullah Abdullah (ancien premier ministre et chef d'un gouvernement parallèle depuis qu'il revendique la victoire à l'élection présidentielle afghane de 2019), Hamid Karzai (ancien président de l'Afghanistan) et Salahuddin Rabbani (ancien premier ministre)[11],[12] ; tous les trois survivent, mais l'attentat provoque 29[11] ou 32[12] morts, dont des femmes et des enfants, et au moins 58 blessés[12] ; les deux assaillants sont abattus par la police, Daech revendique l'attentat[12].
  - En Tunisie, deux kamikazes attaquent l'ambassade des États-Unis à Tunis, l'un d'eux est abattu par la police et l'autre se fait exploser, tuant un policier qui protégeait l'ambassade et blessant 5 autres policiers et une femme civile[13],[14].
- 7 mars : le Liban annonce le premier défaut de paiement de son histoire[15].
- 8 mars : pour la Journée internationale des droits des femmes, et à la suite des féminicides de février - dans un contexte où le Mexique connaît 10 féminicides par jour[16] - plusieurs centaines de milliers de femmes participent à des marches et des manifestations dans plusieurs villes du Mexique, à Mexico elles sont environ 660.000[16]. À Mexico, la manifestation connaît des incidents, des cocktails Molotov sont lancés sur le Palais national et la Banque du Mexique, ce qui blesse une manifestante, une policière et la journaliste d'El Universal Berenice Fregoso, sans que l'on ne sache si ce sont des manifestantes, des anarcha-féministes ou des individus infiltrés voulant discréditer le mouvement qui les ont lancés[17] ;
- 9 mars :
  - confronté à une flambée épidémique de maladie à coronavirus, le gouvernement italien place l'ensemble du pays en confinement ;
  - Grève nationale des femmes dans plusieurs parties du Mexique, des femmes de toutes les classes sociales ont réalisé une grève aussi appelée #ElNueveNingunaSeMueve (en français #LeNeufAucuneNeBouge) en signe de protestation, un mouvement social dont le principe est qu'aucune femme participante ne sorte dans la rue, ou ne se rende à l'école, au travail, au supermarché, dans les magasins ou à la banque, et n'utilise pas les réseaux sociaux ; pour les journées des 8 et 9 mars, 21 féminicides ont été commis au Mexique[16] ;
  - le Premier ministre du Soudan, Abdallah Hamdok, est hospitalisé après avoir survécu à un attentat à la bombe qui visait sa voiture[18], il n'est cependant pas blessé contrairement à un membre de son convoi.
- 10 mars : la guérison du « Patient de Londres » est confirmée, deuxième cas mondial de guérison d'un patient atteint du VIH[19].
- 11 mars :
  - l'Organisation mondiale de la santé reclasse officiellement la flambée de COVID-19 d'épidémie à pandémie ;
  - un article de la paléontologue Jingmai O'Connor (de l'Institut de paléontologie des vertébrés et de paléoanthropologie de Pékin) publié dans Nature annonce l'identification d'Oculudentavis khaungraae, à partir d'un crâne de celui-ci découvert en Birmanie conservé dans de l'ambre depuis 99 millions d'années, contenant encore des tissus mous ; il s'agit d'un dinosaure avien dont la taille est estimée être comparable avec celui du colibri des abeilles, le plus petit oiseau actuel connu, (le crâne retrouvé ne mesurant que 7 mm) ce qui en fait le plus petit dinosaure connu du Mésozoïque[20] ;
  - environ 250 membres du Cartel de Jalisco Nouvelle Génération, dont un de ses administrateurs principaux Victor Ochoa, sont arrêtés en Californie par la Drug Enforcement Administration, ce qui est l'aboutissement d'une opération qui durait depuis septembre 2019 et qui a amené à l'arrestation en tout d'environ 600 membres du cartel au Mexique et aux États-Unis et à la saisie de 15 tonnes de méthamphétamine et de 20 millions de dollars[21].
- 12 mars :
  - à cause de la pandémie de coronavirus, Emmanuel Macron annonce de nouvelles règles strictes, dont la fermeture de tous les établissements scolaires dans le pays, à partir du lundi 16 mars pour une durée indéterminée, ainsi que le renforcement des professionnels de santé pour freiner le plus possible l'épidémie en France.
  - La Première ministre belge, Sophie Wilmès, annonce la fermeture des écoles et des chaines HORECA à partir du 14 mars, en raison de l'épidémie de coronavirus.
- 15 mars :
  - l'Espagne met en confinement tout le pays pour tenter d'enrayer la progression de l'épidémie de maladie à coronavirus sur son territoire ;
  - élections municipales en France (1er tour), en République dominicaine et en Bavière.
- 17 mars : la France met en confinement tout le pays pour tenter d'enrayer la progression de l'épidémie de maladie à coronavirus sur son territoire.
- 18 mars : la Nouvelle-Zélande dépénalise l'avortement non-thérapeutique[22].
- 19 mars : 
  - élections législatives au Vanuatu.
  - Aux États-Unis, l'État de Californie met en confinement tout l'État pour tenter d'enrayer la progression de l'épidémie de maladie à coronavirus sur son territoire.
- 22 mars :
  - élections législatives et référendum constitutionnel en Guinée ;
  - élection présidentielle en Abkhazie ;
  - un séisme de magnitude 5.3 provoque d'importants dégâts à Zagreb en Croatie.
- 23 mars : 
  - Boko Haram lance deux offensives contre des militaires : la Bataille de Bohama contre une base militaire tchadienne sur une presqu'île du Lac Tchad, tuant 98 militaires et en blessant une cinquantaine ; et la Bataille de Goneri, une embuscade contre un convoi militaire nigérian dans l'État de Borno, l'attaque provoquant la mort d'au moins 70 militaires nigérians et 50 combattants de Boko Haram[23].
  - des insurgés islamistes parviennent à conquérir la ville mozambicaine de Mocímboa da Praia au cours d'une opération militaire amphibie[24].
- 24 mars : les forces armées du Mozambique parviennent à reprendre le contrôle de Mocímboa da Praia et à expulser les insurgés islamistes qui en avaient pris possession la veille[25].
- 25 mars : au Mali, durant la campagne pour les élections législatives maliennes de 2020, le convoi du chef de file de l'opposition Soumaïla Cissé est attaqué par des hommes armés à moto, son garde du corps est tué, deux de ses proches sont blessés, Cissé et 11 membres de son équipe de campagne sont enlevés ; 5 otages seront relâchés pour aller dire aux autorités maliennes que Cissé est gardé vivant ; la piste de djihadistes liés à Al-Qaïda est privilégiée, mais dans le contexte politique et sécuritaire du Mali ce n'est pas confirmé[26] ; le 3 avril, tous les otages sauf Cissé lui-même sont libérés[27].
- 26 mars :
  - séisme de magnitude 7,2 dans les îles Kouriles[réf. souhaitée] ;
  - les États-Unis inculpent le président du Venezuela Nicolás Maduro de "narcoterrorisme" et promettent une prime de 15 millions de dollars pour toute information permettant de mener à sa capture[28].
- 27 mars :
  - la Macédoine du Nord devient le trentième membre de l’Organisation du traité de l'Atlantique nord[29] ;
  - élections sénatoriales au Tadjikistan ;
  - alors que l'Irlande a connu 22 décès et 2121 cas détectés de covid-19 à cette date, le Taoiseach Leo Varadkar déclare le confinement pour tout le pays, prévu jusqu'au 12 avril[30]
- 29 mars : élections législatives au Mali (1er tour).

- 30 mars :

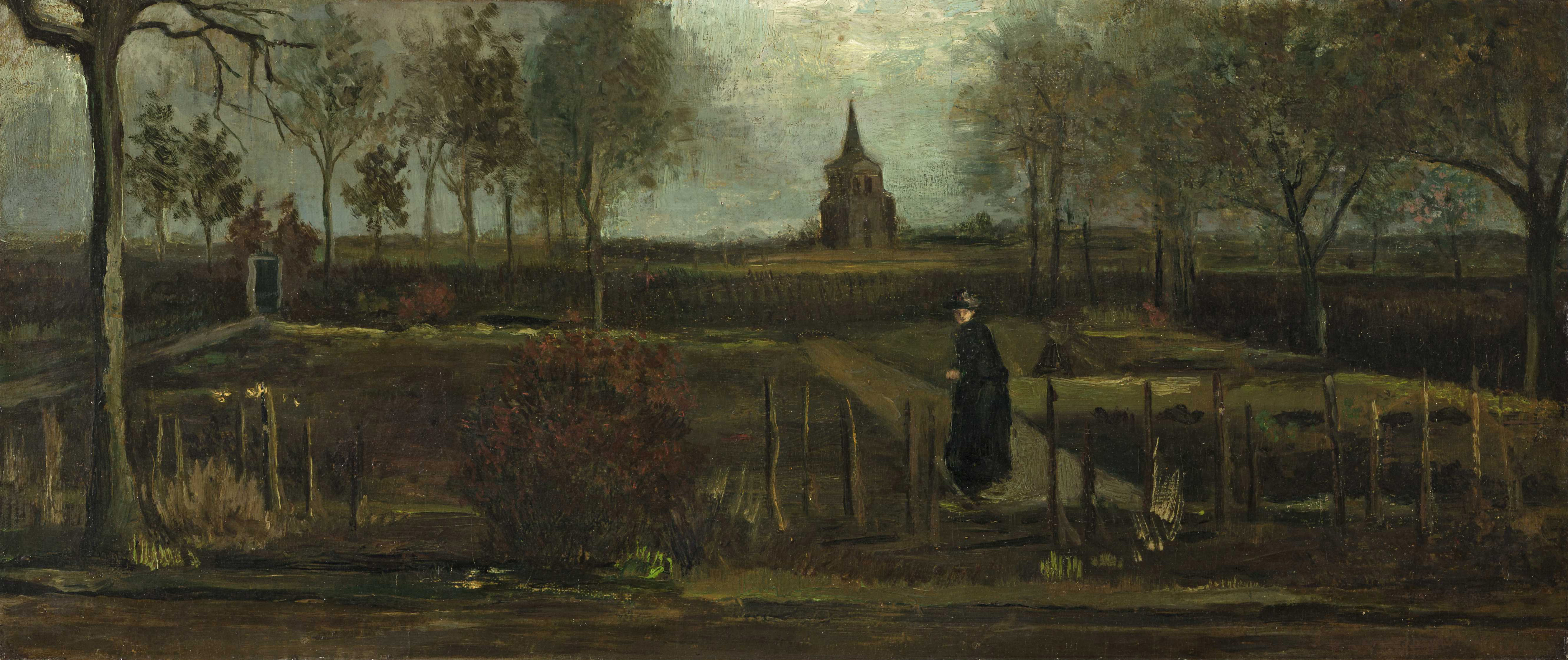

  - naufrage du patrouilleur vénézuélien ANBV Naiguatá (GC-23) après une collision volontaire avec un paquebot ;
  - Le Jardin du presbytère de Nuenen au printemps, une peinture à l'huile de Vincent van Gogh, est volé au musée de Laren (Pays-Bas).
- 31 mars :
  - élection présidentielle et élections législatives en Haut-Karabagh ;
  - annonce par une équipe des chercheurs australiens des universités de Brisbane et Queensland dans la revue Frontiers in Oncology de la détection d'un cancer des voies aérodigestives supérieures causé par un papillomavirus grâce à un test salivaire, alors qu'il était encore asymptomatique et que la tumeur ne mesurait que deux millimètres et était invisible à l’œil nu - il s'agit de la première fois qu'un cancer est détecté grâce à un test salivaire[31],[32] - le patient était considéré comme guéri en juin 2020 car la détection très précoce a permis de retirer la tumeur grâce à une simple ablation des amygdales[32].
- 31 mars - 8 avril : opération Colère de Bohama au Tchad contre Boko Haram.